# Coupe d'Italie de football 2019-2020
 (août 2019).
Si vous disposez d'ouvrages ou d'articles de référence ou si vous connaissez des sites web de qualité traitant du thème abordé ici, merci de compléter l'article en donnant les références utiles à sa vérifiabilité et en les liant à la section « Notes et références ».
Navigation
Coupe d'Italie 2018-2019 Coupe d'Italie 2020-2021
La Coupe d'Italie de football 2019-2020, en italien Coppa Italia 2019-2020, est la 73e édition de la Coupe d'Italie. Comme l'édition précédente, 78 clubs participent au tournoi.
Le club vainqueur de la Coupe est qualifié pour la phase de groupe de la Ligue Europa 2020-2021.

## Déroulement de la compétition
Le système est le même que celui utilisé les années précédentes :
Première phase :
- 1er tour : entrés en liste de 36 clubs évoluant en Serie D, et anciennes Ligue Pro 1 et Ligue Pro 2, qui ont fusionné en une Ligue Pro unifiée en 2014-2015.
- 2e tour : les 18 vainqueurs du premier tour sont rejoints par les 22 clubs de Serie B.
- 3e tour : les 20 vainqueurs du deuxième tour sont rejoints par 12 clubs de Serie A.
- 4e tour : les 16 clubs restants s'affrontent.

Deuxième phase :
- Huitièmes de finale : les 8 clubs restants sont rejoints par les 8 derniers clubs restants de Serie A. Les matchs se jouent sur une seule rencontre
- Quarts de finale : se jouent en une seule rencontre.
- Demi-finales : se jouent en deux rencontres (aller et retour).
- Finale : se joue en une seule rencontre.

## Résultats

### Huitièmes de finale
| Club           | Score             | Club             |
| -------------- | ----------------- | ---------------- |
| SSC Naples     | 2 - 0             | AC Perugia       |
| SS Lazio       | 4 - 0             | US Cremonese     |
| ACF Fiorentina | 2 - 1             | Atalanta Bergame |
| Inter Milan    | 4 - 1             | Cagliari Calcio  |
| AC Milan       | 3 - 0             | SPAL             |
| Torino FC      | 1 - 1 ap, 5-3 tab | Genoa            |
| Parma          | 0 - 2             | AS Rome          |
| Juventus FC    | 4 - 0             | Udinese          |

### Quarts de finale
| Club           | Score | Club        |
| -------------- | ----- | ----------- |
| SSC Naples     | 1 - 0 | SS Lazio    |
| ACF Fiorentina | 1 - 2 | Inter Milan |
| AC Milan       | 4 - 2 | Torino FC   |
| Juventus FC    | 3 - 1 | AS Rome     |

### Demi-finales
| Club        | aller | Score | retour | Club        |
| ----------- | ----- | ----- | ------ | ----------- |
| Inter Milan | 0 - 1 | 1 - 2 | 1 - 1  | SSC Naples  |
| AC Milan    | 1 - 1 | 1 - 1 | 0 - 0  | Juventus FC |

### Finale
| 17 juin 2020 | SSC Naples                              | 0 - 0 a.p.            | Juventus FC                        | Stadio Olimpico, Rome                           |                                                 |
| 21h00 CEST   |                                         | (0 - 0, 0 - 0, 0 - 0) |                                    | Spectateurs : 0 Arbitrage : Daniele Doveri (it) | Spectateurs : 0 Arbitrage : Daniele Doveri (it) |
| 21h00 CEST   | Rapport                                 |                       |                                    | Spectateurs : 0 Arbitrage : Daniele Doveri (it) | Spectateurs : 0 Arbitrage : Daniele Doveri (it) |
| 21h00 CEST   | Insigne · Politano · Maksimović · Milik | Tirs au but 4 - 2     | Dybala · Danilo · Bonucci · Ramsey | Spectateurs : 0 Arbitrage : Daniele Doveri (it) | Spectateurs : 0 Arbitrage : Daniele Doveri (it) |